# Christophe Goarant
Christophe Goarant Corrêa-de-Sá est un écrivain français (poète et dramaturge). Sa dernière œuvre publiée, Les Routes du thé, est parue en 2025 aux éditions Infimes. Il diffuse également ses textes sous d'autres formes et formats - expositions, site de poésie La Page Blanche.

## Biographie
Christophe Goarant Corrêa-de-Sá est né en août 1977 à Paris, d'une mère française et d'un père brésilien. Il séjourne de nombreuses années dans le sud-ouest (Toulouse, Cambo-les-Bains, Bordeaux...) ainsi qu’à l’étranger (Portugal, Angleterre) avant d’être nommé professeur d'anglais en Eure-et-Loir, puis d'évoluer vers des missions d'encadrement. 
Il se consacre très tôt à l’écriture et fréquente un atelier dès ses années lycée. À la suite de quelques publications dans des revues (Le Coin de Table, Les Nouveaux Cahiers de l’Adour, L'Agora, L'Etrave …) et à des premiers prix encourageants (Prix Rollinat, Académie des Jeux Floraux de Toulouse…) il intègre la société des poètes français en 1996 dont il rejoint le bureau pendant quelques années, d'abord comme responsable jeunesse, puis comme secrétaire général adjoint.
Ses premiers textes sont des poèmes de facture néo-classique où se devine encore l’influence d’auteurs aimés (Hugo, Verlaine, Baudelaire, Aragon, Brassens, Jaccottet…). Deux premiers recueils voient ainsi le jour. En 2002, s’affirme un style plus personnel avec D’impressions Textuelles, son troisième recueil qui remporte le prix Arthur Rimbaud, prix décerné conjointement par la Maison de Poésie de Paris et le ministère de la Jeunesse.
En 2007, Enfants Sillages paraît aux éditions Atlantica-Séguier.  En une cinquantaine de poèmes, Christophe Goarant – Corrêa-de-Sá revisite le monde de l’enfance et crée une langue au style incisif et aux images vives et rythmées. Ce recueil, préfacé par Pierre Brunel, touche un large public et lui vaut d’être étudié dans les écoles, collèges et lycées. Un poème du recueil, "J'ai rêvé d'arc en ciel" est adapté et mis en musique par Joseph Lafitte, et paraît dans l'album Citoyens du monde (Label Agorilla).
Parallèlement, à compter des années 2000, Christophe Goarant – Corrêa-de-Sá s’intéresse au théâtre. Une première pièce, Metternich – qui deviendra Napoléon II ou Le Masque de l’Aiglon – ré-écriture de l’Aiglon sous forme tragique — est ainsi donnée en lecture publique en marge du festival de théâtre d’Arnaga (Cambo-les-Bains 64) en 2001.
En 2009, Dans l’ombre du Dom Juan (éditions Atlantica-Séguier 2009) reprend le mythe à la mort du célèbre séducteur. En trois actes et en vers, la pièce permet de renouer avec les principaux protagonistes du mythe. Cela donne une comédie moderne, enlevée et pleine de rebondissements qui met en scène un nouvel avatar de Dom Juan et une Done Elvire pour le moins surprenante. Dans l'ombre du Dom Juan a été publié avec le soutien du Centre national du livre et a reçu le prix des Trois Couronnes lors du Salon du livre de Biarritz 2010.
Christophe Goarant – Corrêa-de-Sá travaille ensuite à des albums thématiques illustrés mêlant, poésie et prose. Paysâmes explore ainsi le monde rural au travers une série de textes où deux rythmes s'affrontent : un rythme en alexandrins chantant une ruralité rêvée et idéale, et un rythme plus incisif, octosyllabe, qui explore l'impact de la modernité sur les campagnes (zones péri-urbaines, désertification...) Transparences dentelle propose quant à lui des portraits féminins et s'intéresse au monde de la mode.
Au premier semestre 2024, dans le cadre du Printemps des Poètes, les Médiathèques de Chartres consacrent une exposition à son travail autour des Routes du thé,. Il s'agit d'une petite histoire du thé en cinquante sonnets et quelques autres poèmes, où chaque poème est associé à une image et à un texte en prose autour d'un grand moment ou d'une grande figure de l'histoire du thé. Afin que tous les sens soient mis en éveil, chaque tableau ainsi formé donne lieu à une suggestion d'accompagnement musical et de dégustation de thé. Un album illustré paraît aux éditions Infimes en 2025. 

## Œuvres publiées
- Cette ombre qui te suit, Paris, éditions Nouvelle Pléiade, 1998, 35 p.
- Fenêtre originaire, Paris, éditions Les Poètes français, 2000, 36 p.
- Enfants sillages, Biarritz, éditions Atlantica-Séguier, 2007, 60 p.
- Dans l'ombre du Dom Juan, Paris, éditions Atlantica-Séguier, 2009, 132 p.
- Les Routes du thé, Petite histoire illustrée en poèmes et en prose, Orléans,  éditions Infimes,  2025, 132 p.

## Prix et distinctions
- 1994 primé dans le cadre du concours Télérama – Le Misanthrope
- 1998 Prix de la Pléiade Découverte
- 1999 Prix de poésie Maurice Rollinat
- 1998-2001 Prix Jeune Poète puis médaille d’argent de l’Académie des Jeux Floraux de Toulouse
- 2002 Prix Arthur Rimbaud du Ministère de la Jeunesse et de la Maison de Poésie de Paris  avec D'impressions textuelles en poèmes cyraniques
- 2009 Prix des Trois Couronnes, Salon du Livre de Biarritz avec la pièce de théâtre Dans l'ombre du Don Juan
- Chevalier de l'ordre des Palmes académiques